# Contea di Bohu
La contea di Bohu (博湖县S) o contea di Bagrax è una contea della Cina, situata nella regione autonoma di Xinjiang e amministrata dalla prefettura autonoma mongola di Bayin'gholin.